# Hofstätt (Tyrlaching)
Hofstätt war eine Einöde im Rupertigau. Sie gehörte zur Gemeinde Tyrlaching (Bezirksamt Laufen).
Bei der Volkszählung im Jahr 1861 waren noch drei Einwohner nachgewiesen. Sieben Jahre später bei der Volkszählung vom 1. Dezember 1871 war sie nicht mehr als Ortsteil ausgewiesen.